# Mehariinae
De Mehariinae vormen een onderfamilie van vlinders uit de familie van de Houtboorders (Cossidae). De wetenschappelijke naam van deze onderfamilie is voor het eerst gepubliceerd door Roman Viktorovitsj Jakovlev in 2011.
Deze onderfamilie omvat één geslacht: Meharia Chrétien, 1915.